# Насонов, Анатолий Павлович
Анатолий Павлович Насонов (1 июля 1954, д. Русаново, Терновский район, Воронежская область, РСФСР — 10 мая 2013) — российский государственный деятель, руководитель Федерального дорожного агентства Министерства транспорта Российской Федерации (2004).

## Биография
В 1973 г. окончил Московский автомобильно-дорожный техникум, в 1989 г. — Всесоюзный заочный инженерно-строительный институт, в 1999 г. — Государственный университет управления. Кандидат экономических наук.
- 1973—1987 гг. — дорожный мастер, начальник участка, главный инженер, начальник Истринского линейного управления автомобильных дорог Мосавтодора (с 1980 г. Истринское дорожное ремонтно-строительное управление Мосавтодора), Московская область.
- 1987—1989 гг. — заместитель председателя исполнительного комитета Истринского городского Совета народных депутатов,
- 1989—1991 гг. — начальник Московского областного проектно-ремонтно-строительного объединения автодорог,
- 1991—1994 гг. — начальник Управления автомобильных дорог Московской области, «Мосавтодор».
- 1994—1996 гг. — генеральный директор Федерального дорожного департамента Министерства транспорта Российской Федерации (в ранге первого заместителя Министра транспорта Российской Федерации),
- 1996—2004 гг. — директор Федеральной автомобильно-дорожной службы России — первый заместитель Министра транспорта Российской Федерации — главный государственный транспортный инспектор Российской Федерации.
- 2004 г. — Руководитель Федерального дорожного агентства,
- 2004—2005 гг. — генеральный директор ЗАО «ИЛАН-Л»,
- 2005 г. — генеральный директор ЗАО «Транспорт и партнеры»,
- 2005—2012 гг. — генеральный директор, заместитель генерального директора ОАО «Государственная транспортная лизинговая компания»,

С 2012 г. — заместитель Председателя Правительства Московской области.